# Kłuśno
Kłuśno – wieś w Polsce położona w województwie kujawsko-pomorskim, w powiecie brodnickim, w gminie Świedziebnia.

## Podział administracyjny
W latach 1975–1998 miejscowość administracyjnie należała do województwa toruńskiego.

## Demografia
Według Narodowego Spisu Powszechnego (III 2011 r.) liczyło 264 mieszkańców. Jest piątą co do wielkości miejscowością gminy Świedziebnia.

## Urodzeni w Kłuśnie
- Jan Rudowski – polski działacz rolniczy, ziemianin, polityk, poseł na Sejm i senator w II RP, członek Rady Głównej Centralnego Towarzystwa Organizacji i Kółek Rolniczych[4].
- Karol Fanslau – polski wojskowy, podpułkownik piechoty Wojska Polskiego, poległy w bitwie o Monte Casino[5].